# Arquidiocese de Camberra e Goulburn
A Arquidiocese de Camberra e Goulburn (Archidiœcesis Camberrensis et Gulburnensis) é uma circunscrição eclesiástica da Igreja Católica situada em Camberra, Austrália. Seu atual arcebispo é Christopher Charles Prowse. Sua Sé é a Catedral de São Cristóvão de Camberra.
Possui 55 paróquias servidas por 96 padres, contando com 650 160 habitantes, com 27% da população jurisdicionada batizada (175 550 batizados).

## História
A Diocese de Goulburn foi erigida em 17 de novembro de 1862, recebendo o território da Arquidiocese de Sydney, da qual originalmente era sufragânea.
Em 10 de maio de 1887 e 28 de julho de 1917, cedeu partes de seu território para o benefício da ereção da diocese de Wilcannia (atual Diocese de Wilcannia-Forbes) e da Diocese de Wagga Wagga.
Em 5 de fevereiro de 1948 por efeito da bula An dioecesium do Papa Pio XII a Sé foi transladada de Goulburn a Camberra, a diocese é elevada à dignidade de arquidiocese e assumiu o nome de Arquidiocese de Camberra e Goulburn. Torna-se assim uma circunscrição eclesiástica imediatamente sujeita à Santa Sé.
Em 15 de novembro de 1951, cedeu outra parte do território para o benefício da ereção da Diocese de Wollongong.
Em 5 de fevereiro de 1973 a catedral é transferida da Igreja dos Santos Pedro e Paulo de Goulburn para a Catedral de São Cristóvão de Camberra.
Recebeu a visita apostólica do Papa João Paulo II em novembro de 1986.

## Prelados
|                          | Nome                                    | Período    | Notas                                 |
| Arcebispos               | Arcebispos                              | Arcebispos | Arcebispos                            |
| ------------------------ | --------------------------------------- | ---------- | ------------------------------------- |
| 7º                       | Christopher Charles Prowse              | 2013-atual |                                       |
| 6º                       | Mark Benedict Coleridge                 | 2006-2012  | Nomeado Arcebispo de Brisbane         |
| 5º                       | Francis Patrick Carroll †               | 1983-2006  |                                       |
| 4º                       | Edward Bede Clancy †                    | 1978-1983  | Nomeado Arcebispo de Sydney           |
| 3º                       | Thomas Vincent Cahill †                 | 1967-1978  |                                       |
| 2º                       | Eris Norman Michael O'Brien †           | 1953-1966  |                                       |
| 1º                       | Terence Bernard McGuire †               | 1948-1953  |                                       |
| Bispo-auxiliar           |                                         |            |                                       |
|                          | Patrick Percival Power                  | 1986-2012  |                                       |
|                          | Patrick Dougherty                       | 1976-1983  | Nomeado Bispo de Bathurst             |
|                          | John Aloysius Morgan                    | 1969-1985  |                                       |
|                          | John Neil Cullinane                     | 1959-1967  | Nomeado Bispo-auxiliar de Melbourne   |
|                          | Guilford Clyde Young                    | 1948-1954  | Nomeado Arcebispo-coadjutor de Hobart |
| Bispo                    |                                         |            |                                       |
| 5º                       | Terence Bernard McGuire †               | 1938-1948  |                                       |
| 4º                       | John Barry †                            | 1924-1938  |                                       |
| 3º                       | John Gallagher †                        | 1900-1923  |                                       |
| 2º                       | William Lanigan †                       | 1866-1900  |                                       |
| 1º                       | Patrick Bonaventure Geoghegan, O.F.M. † | 1864       |                                       |
| Bispo-coadjutor          |                                         |            |                                       |
|                          | John Gallagher                          | 1895-1900  |                                       |
| Administrador Apostólico |                                         |            |                                       |
|                          | Guilford Clyde Young                    | 1943-1954  |                                       |